# Terêncio (duque da Armênia)
Terêncio (em latim: Terentius) foi um oficial romano do século IV, ativo durante o reinado do imperador Valente (r. 364–378).

## Vida

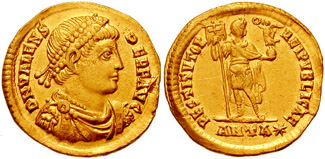
Soldo de Valente r.

As origens e primeiros anos de Terêncio são desconhecidos. O historiador Amiano Marcelino desgostava dele. Seu primeiro ofício foi de duque da Panônia Valéria como é atestado em telhas inscritas de Aquinco e Brigécio. Depois, entre 369 e 374, foi conde e duque da Armênia. Em 370, restaura Papa (r. 370–374) como governante, mas sem os emblemas reais, bem como escolta com 12 legiões o rei Sauromaces II de volta a seu país em oposição ao rei pró-persa Aspacures II.
Em 373/374, apresenta acusações contra Papa e incita o imperador Valente (r. 364–378) a nomear outro rei para impedir que o país caísse nas mãos do Império Sassânida. Em 374, fez parte da conspiração que matou Papa. Recebeu as epístolas 99 (de 372) e 214 (375) e é mencionado nas epístolas 105 (sem data), 215 (de 375) e talvez 64, todas de Basílio de Cesareia. Talvez deve ser o general citado em 373 atacando os albanos e iberos.
Aposentou-se em 375. Era um cristão pio e quando questionado por Valente qual recompensa queria por seu serviço na Armênia, pediu que uma igreja fosse dada para uso dos ortodoxos. Teve filhas cujos nomes não são conhecidos e foram diaconisas em Samósata.